# Severská kombinace na Zimních olympijských hrách 1932
V severské kombinaci na Zimních olympijských hrách 1932 v Lake Placid se konala pouze individuální soutěž. Ve středu 10. února 1932 se uskutečnil závod v běhu na lyžích, ve čtvrtek 11. února 1932 závod ve skoku na lyžích (na rozdíl od dnešního pořadí disciplín severské kombinace tedy opačně). Místem konání byl olympijský stadion a skokanský můstek Intervale Hill.
Všechny medaile putovaly do Norska.

## Přehled medailí
| Pořadí | Země         | Zlato | Stříbro | Bronz | Celkově |
| ------ | ------------ | ----- | ------- | ----- | ------- |
| 1.     | Norsko (NOR) | 1     | 1       | 1     | 3       |
|        | Celkem       | 1     | 1       | 1     | 3       |

## Medailisté

### Muži
| Disciplína              | Zlato                               | Výkon  | Stříbro                   | Výkon  | Bronz                           | Výkon  |
| ----------------------- | ----------------------------------- | ------ | ------------------------- | ------ | ------------------------------- | ------ |
| Jednotlivci (K95/18 km) | Johan Grøttumsbråten · Norsko (NOR) | 446.00 | Ole Stenen · Norsko (NOR) | 436.05 | Hans Vinjarengen · Norsko (NOR) | 434.60 |